# Тіволі (Нью-Йорк)
Тіволі (англ. Tivoli) — селище (англ. village) в США, в окрузі Дачесс штату Нью-Йорк. Населення — 1012 особи (2020).

## Географія
Тіволі розташоване за координатами 42°3′15″ пн. ш. 73°55′2″ зх. д. / 42.05417° пн. ш. 73.91722° зх. д. (42.054291, -73.917325).  За даними Бюро перепису населення США в 2010 році селище мало площу 4,24 км², з яких 4,17 км² — суходіл та 0,07 км² — водойми.

## Демографія
Згідно з переписом 2010 року, у селищі мешкало 1118 осіб у 481 домогосподарстві у складі 228 родин. Густота населення становила 264 особи/км².  Було 549 помешкань (129/км²).
Расовий склад населення:
| - 93,5 % — білих - 2,1 % — азіатів - 0,4 % — вихідців з тихоокеанських островів - 0,3 % — чорних або афроамериканців - 0,1 % — корінних американців - 1,0 % — осіб інших рас |

До двох чи більше рас належало 2,7 %. Частка іспаномовних становила 5,3 % від усіх жителів.
За віковим діапазоном населення розподілялося таким чином: 17,6 % — особи молодші 18 років, 71,0 % — особи у віці 18—64 років, 11,4 % — особи у віці 65 років та старші. Медіана віку мешканця становила 35,0 року. На 100 осіб жіночої статі у селищі припадало 89,2 чоловіків;  на 100 жінок у віці від 18 років та старших — 84,2 чоловіків також старших 18 років.
Середній дохід на одне домашнє господарство  становив 60 741 долар США (медіана — 40 357), а середній дохід на одну сім'ю — 88 672 долари (медіана — 55 972). Медіана доходів становила 46 761 долар для чоловіків та 32 083 долари для жінок. За межею бідності перебувало 31,3 % осіб, у тому числі 0,0 % дітей у віці до 18 років та 6,5 % осіб у віці 65 років та старших.
Цивільне працевлаштоване населення становило 633 особи. Основні галузі зайнятості: освіта, охорона здоров'я та соціальна допомога — 37,1 %, мистецтво, розваги та відпочинок — 18,5 %, науковці, спеціалісти, менеджери — 8,4 %, виробництво — 7,0 %.